# ساندال برگمن
ساندال برگمن (انگلیسی: Sandahl Bergman؛ زادهٔ ۱۴ نوامبر ۱۹۵۱) هنرپیشه و رقصنده اهل ایالات متحده آمریکا است.

## گزیده فیلمشناسی
از فیلم‌ها یا برنامه‌های تلویزیونی که وی در آن نقش داشته‌است می‌توان به آثار زیر اشاره کرد.
- سونیای سرخ ()
- اینطور چیزها ()
- کونان بربر ()